# تتریل
تتریل (به انگلیسی: Tetryl) با فرمول شیمیایی C۷H۵N۵O۸ یک ترکیب شیمیایی با شناسه پاب‌کم ۱۰۱۷۸ است. که جرم مولی آن 287.15 g/mol می‌باشد. شکل ظاهری این ترکیب، بی‌بو بلورهای جامد زرد است.